# فليكس ألكسندر
فليكس ألكسندر (بالإنجليزية: Flex Alexander)‏ مواليد 15 أبريل 1970 في هارلم، نيويورك، الولايات المتحدة، هو ممثل وكوميدي أمريكي بدأ مسيرته الفنية سنة 1992.

## الأعمال

### أفلام
- موني ترين
- أفاعي في طائرة
- التلال لها عيون 2

### مسلسلات
- مويشا
- آل باركر
- غيرلفريندز
- سي إس آي: ميامي

## روابط خارجية
- فليكس ألكسندر على موقع IMDb (الإنجليزية)
- فليكس ألكسندر على موقع ألو سيني (الفرنسية)
- فليكس ألكسندر على موقع ميوزك برينز (الإنجليزية)
- فليكس ألكسندر على موقع أول موفي (الإنجليزية)
- فليكس ألكسندر على موقع قاعدة بيانات الأفلام السويدية (السويدية)
- فليكس ألكسندر على موقع إن إن دي بي (الإنجليزية)
- فليكس ألكسندر على موقع قاعدة بيانات الفيلم (الإنجليزية)
- فليكس ألكسندر على موقع كينوبويسك (الروسية)